# Кинбурнски полуостров
Кинбурнският полуостров (на украински: Кінбурнський півострів) в Черно море се намира в Южна Украйна, заемайки територия на Херсонска и Николаевска области.
В страната разговорно под Кинбурнска коса или само Кинбурн (по името на крепостта на косата) често се подразбира целият Кинбурнски полуостров.

## География
Разположен е между Днепровско-Бугския лиман на север и Ягорлицкия залив на юг.
Източната (начална) част на полуострова е разположена в Голопристански район на Херсонска област, а западната (крайна) част е в Очаковски район на Николаевска област. Дължината на полуострова е около 45 километра, ширината му е от 4 до 12 км, а площта е около 215,6 квадратни километра.
В източната си част (откъм материка) Кинбурнският полуостров е значително заблатен. Неговият западен бряг се простира от северозапад (завършвайки с Кинбурнската коса) на югоизток. По северното крайбрежие има редица острови. Ягорлицкият залив разположен южно от полуострова, заедно островите и прилежащите крайбрежия е определен като влажна зона с международно значение.
Защитените зони заемат общо 68 % от територията на полуострова. Те включват: Черноморски биосферен резерват, НПП „Белобережье Святослава“, РЛП „Кинбурнская коса“, водно-блатни земи „Ягорлыцкий залив“.
Полуостровът е покрит със степна растителност, иглолистни и широколистни дървета (с дъбове, брези, върби). Общо 988 сладководни и солени езера са любимо място за гнездене на бели чапли и жерави.
На Кинбурнския полуостров гнездят около 240 вида птици, в това число лебеди, розови пеликани, гъски, фазани, чапли и др. Сред фауната на полуострова има много животински видове, записани в Червената книга на Украйна. В неговата акватория има огромна популация от миди.

## Селища
На полуострова са разположени 4 села с общо носеление близо 1500 души:
- Николаевска област: Василиевка, Покровка, Покровске – общо 788 жители;
- Херсонска област: Геройске (670 души).

## История
Сегашният полуостров в древността е бил остров, добре познат на финикийските търговци и пирати. За полуострова пише древногръцкият историк Херодот, наричайки го Хилея.
На Кинбурнската коса през ХV век османците изграждат крепост, край която генерал Александър Суворов разгромява мащабен турски десант през 1787 г. Тя е разрушена от франко-британския флот при последното сражение от Кримската война през 1855 г.

## Туризъм
Заради езерата с лечебна кал на полуострова той е посещаван от хора с остеохондрозни заболявания. Има паметници на защитниците на полуострова през войните, включително на генерал Суворов.